# José Bau Burguet
El Venerable José Bau Burguet (Alquería de Burguet (Valencia), 20 de abril de 1867 – Valencia, 22 de noviembre de 1932) fue un sacerdote católico de la Diócesis de Valencia. 

## Biografía
Nació en la Alquería de Burguet, muy cerca de la ciudad de  Valencia. Cursó sus estudios teológicos en el Seminario y en el Colegio Mayor-Seminario de la Presentación de la Bienaventurada Virgen María en el Templo y Santo Tomás de Villanueva de Valencia, siendo ordenado sacerdote el 19 de diciembre de 1891.
Fue sucesivamente vicario de la Iglesia de la Purísima Concepción (Segart) y de la Iglesia de Santa Mónica de Valencia, párroco de la Iglesia de la Asunción y Santa Bárbara de Masarrochos, Rector del Colegio Mayor-Seminario de la Presentación de la Bienaventurada Virgen María en el Templo y Santo Tomás de Villanueva, capellán de las Agustinas Recoletas de Benicalap y cura ecónomo de la Iglesia de San Miguel y San Sebastián (Valencia). También fue director de las Religiosas Operarias Doctrineras de Alacuás y primer presidente de la Unión Apostólica del Clero de Valencia.
En la tarde del 21 de noviembre de 1932, fiesta de la Presentación de María en el Tempo, titular del Colegio Mayor-Seminario de la Presentación de la Bienaventurada Virgen María en el Templo y Santo Tomás de Villanueva, a petición propia del Venerable José Bau, se le administró el Santo Viático y la Extremaunción. Su muerte sucedió al día siguiente, 22 de noviembre de 1932 en la calle Museo de la ciudad de Valencia. Recibió sepultura en el cementerio de Masarrochos, y el 1 de mayo de 1955 sus restos mortales fueron trasladados a la Iglesia de la Asunción y Santa Bárbara de Masarrochos.
Practicó heroicamente las virtudes cristianas. Fue declarado Venerable por el papa Francisco el 2 de diciembre de 2016, y actualmente su proceso por su beatificación continúa.

## Obras
- Explicaciones catequísticas a la Santa Misa. Valencia: A. López, [1920?].
- Flores del clero secular. Valencia: Centro Valentino de la Unión Apostólica, 1918-1928.
- Gozos a Santo Tomás de Villanueva: fundador del Colegio Mayor de la Presentación de Valencia. Valencia: Colegio Mayor-Seminario de Santo Tomás de Villanueva, [1999].
- Librito de gozos. Valencia: Tipografía Moderna, 1920-1926.
- Oficio brevísimo de Ntra. Sra. de los Desamparados. Valencia: Imprenta Hijo de F. Vives Mora, 1924.
- Piadoso triduo en honor de San Martín, Obispo de Tours: titular de su Real y Parroquial Iglesia de Valencia. Valencia: Imp. J. Nácher, 1957.
- Visitas a la Virgen de los Desamparados: libro dedicado a su corte de honor. Valencia: Imprenta Hijo de F. Vives Mora, 1924.